# Apomecyna binubila
Apomecyna binubila är en skalbaggsart som beskrevs av Francis Polkinghorne Pascoe 1858. Apomecyna binubila ingår i släktet Apomecyna och familjen långhorningar.
Artens utbredningsområde är:
- Angola.
- Benin.
- Ghana.
- Madagaskar.
- Malawi.
- Nigeria.
- Niger.
- Rwanda.
- Senegal.
- Sierra Leone.
- Togo.
- Zimbabwe.

Inga underarter finns listade i Catalogue of Life.